# William Henry Brewer
Pour les articles homonymes, voir Brewer.
William Henry Brewer (Poughkeepsie, 14 septembre 1828 - New Haven, 2 novembre 1910)  est un chimiste, un géologue et un botaniste américain.

## Biographie
Il est le fils d’Henry Brewer et de Rebecca née Du Bois. Il obtient son Bachelor of Philosophy en 1852 à l’école scientifique Sheffield de l'Université Yale. Il complète ses études à Heidelberg, à Munich et à Paris.
Il se marie avec Angelina Jameson le 15 août 1858. Sa femme décède en 1960. Il se remarie avec Georgiana Robinson le 1er septembre 1868 qui décèdera en 1889.
Il est professeur de chimie et de géologie au Washington College de Pennsylvanie de 1858 à 1860. Il est premier assistant au service de recherche géologique de Californie de 1860 à 1864. Il enseigne, en 1863-1864 la chimie à l’université de Californie puis l’agriculture au Sheffield Scientific School du Yale College de 1892 à 1903. Il dirige la commission de santé publique du Connecticut de 1892 à 1909. Il est secrétaire et trésorier de la station expérimentale du Connecticut de 1877 à 1902.
Brewer contribue à la création de l’école forestière de Yale en 1900 et reçoit un Doctorat of Laws honorifique de l’université Yale en 1903. Il s’intéresse à de nombreuses disciplines ayant un rapport avec l’agriculture comme la géographie, la géologie et la botanique. Il collecte 2 000 espèces de plantes en Californie qui seront utilisés dans Botany of California (1875). Dans le but d’améliorer l’agriculture, il contribue à fonder la première station expérimentale agricole des États-Unis d'Amérique.
Il publie environ 140 articles sur ces thèmes mais aussi sur la santé publique.

## Source
- Keir B. Sterling, Richard P. Harmond, George A. Cevasco & Lorne F. Hammond (dir.) (1997). Biographical dictionary of American and Canadian naturalists and environmentalists. Greenwood Press (Westport) : xix + 937 p.